# Ратто, Даниэле
Даниэле Ратто (итал. Daniele Ratto, род. 5 октября 1989 в Монкальери, Италия) — итальянский профессиональный шоссейный велогонщик, выступающий с 2016 года за команду Androni-Sidermec. 

## Победы
| 2007 - Чемпионат мира среди юниоров, групповая гонка — 2-е место - Чемпионат Италии среди юниоров, групповая гонка — 3-е место 2010 - Гран-при Ларчано 2013 - Вуэльта Испании — этап 14 |

## Статистика выступлений наГранд Турах
| Гранд Тур | 2012 | 2013 |
| --------- | ---- | ---- |
| Джиро     | -    | -    |
| Тур       | -    | -    |
| Вуэльта   | сход | 95   |